# Australian Farmer
El Australian Farmer (que en inglés quiere decir: Granjero Australiano) es una estatua situada en Wudinna, en el estado de Australia Meridional, en Australia. Considerado como uno de los "Australia's Big Things" (Grandes cosas de Australia), la escultura de granito se sitúa a  8 metros (26 pies) de altura, y pesa cerca de 70 toneladas. Al artista Marijan Bekic le tomó 17 años producir a partir de la propuesta inicial la presentación final en 2009, y dos años  (con la ayuda de su hijo, David), el tallarlo. La obra estilizada de un agricultor representa los primeros pobladores de la región, con tallas que simbolizan el grano y las ovejas que se encuentra dentro de la escultura.